# Josephine Decker
Pour les articles homonymes, voir Joséphine et Decker.
Josephine Decker, née le 2 avril 1981 à Londres, est une réalisatrice, scénariste, monteuse, actrice et productrice américaine.

## Biographie

### Entourage familial
Josephine Decker grandit au Texas, à Houston puis Dallas, dans une famille conservatrice qui va à l'église tous les dimanches. Son père travaille dans la finance, mais il écrit des poèmes et montre à sa fille des films d'Andreï Tarkovski. Plus tard, elle explique que le tabou sur la sexualité, en particulier féminine, qui règne autour d'elle est oppressant.
Elle étudie la littérature latino-américaine à l'université de Princeton,.

### Début de carrière
À la fin des années 2000, elle commence à se définir comme bisexuelle, même si elle en ressent une culpabilité liée à son éducation chrétienne. En 2008, elle coréalise avec Brittany Blockman Bi the Way (en), un documentaire sur la bisexualité. Avec le recul, elle trouve le film impersonnel et le considère comme raté.
Elle découvre le travail de l'artiste performeuse Marina Abramović, qui lui ouvre un champ de possibles. En 2010, pendant plusieurs mois, Abramović reste assise sur une chaise dans l'atrium du Museum of Modern Art, laissant les spectateurs s'asseoir en face d'elle. Decker va à sa rencontre et se déshabille : les vigiles la sortent du musée, pendant que decker explique qu'elle « voulai[t] simplement être aussi vulnérable qu'[Abramović] l'est face aux autres ».

### Collaboration avec Joe Swanberg
En 2011, elle joue dans trois films de Joe Swanberg, pionnier du courant mumblecore, qui brouille les frontières entre fiction et réalité : Swanberg tourne avec ses amis, qui incarnent des rôles proches des leurs. Ces films présentent des scènes sexuelles explicites, et Decker y est souvent nue. Avec le recul, elle se dit qu'elle n'a pas réussi à poser ses limites à l'époque, aboutissant pour elle à un malaise. Elle n'en veut pourtant pas à Swanberg, qui reste son ami.

### Premières réalisations
Auprès de Swanberg, Decker a appris comment faire un film avec très peu de budget, mais elle ne reprend pas l'esthétique naturaliste du mumblecore. Ses deux premiers longs métrages, Butter on the Latch (en) (2013) et Thou Wast Mild and Lovely (en) (2014) sont remplis d'images surréalistes parfois choquantes, dans lesquelles une feuille d'herbe ou le regard d'un chien peuvent avoir une énorme charge émotionnelle, tout en gardant une simplicité narrative,.
Dans Butter on the Latch, deux femmes de Brooklyn rencontrent un homme au cours d'une résidence artistique en dehors de la ville.
Thou Wast Mild and Lovely raconte l'histoire d'un homme marié embauché dans une ferme isolée, où il a une aventure avec la fille de son employeur.

### Madeline's Madeline
Fin 2014, elle participe à un workshop de clown dirigé par Quinn Bauriedel, cofondateur de la Pig Iron Theatre Company (en), une troupe de théâtre expérimental de Philadelphie, et un de ses professeurs à Princeton.
La même année, Decker découvre Helena Howard (en), une jeune actrice noire-américaine, lors du New Jersey arts festival. Très impressionnée par un monologue de l'adolescente, alors âgée de 14 ans, Decker lui propose de jouer dans un de ses films.
Durant les trois années suivantes, Decker organise des workshops avec un groupe d'acteurs et actrices, qu'elle encourage à improviser en s'inspirant de leurs propres vies. Petit à petit émerge une histoire, dans laquelle Molly Parker incarne une prof de théâtre et Helena Howard la jeune muse et actrice. Les frontières entre vie et théâtre sont alors très brouillées, et le processus de création est collaboratif.
De ce travail émerge le troisième film de Decker, Madeline's Madeline, sorti en 2018, qui lui offre plus de visibilité. Le film raconte la relation tendue entre une jeune actrice noire et la directrice blanche d'une troupe de théâtre expérimental. Decker y retravaille des thèmes auxquels elle réfléchit depuis sa collaboration avec Swanberg, comme la relation entre muse et artiste, cette fois à travers le prisme de la question raciale. Ainsi, dans une des scènes, la troupe se rallie derrière Helena Howard pour virer la directrice Molly Parker, et prendre le contrôle de la scène.

### Shirley
Shirley représente un changement dans la carrière de Josephine Decker : c'est son premier film avec des acteurs et actrices célèbres, le premier produit par un studio important, le premier dont elle n'a pas écrit le scénario. Plutôt qu'une biographie de Shirley Jackson, Decker cherche à faire un film de fiction qui ressemble à une nouvelle de l'écrivaine. Les nouvelles et romans de Jackson ont d'ailleurs été sa principale source d'inspiration. Ainsi, le personnage de Shirley Jackson, interprété par Elisabeth Moss, est « objet de pitié, de terreur, de fascination et d'admiration plutôt que de simple sympathie », comme c'est généralement le cas dans les biopics.

### Enseignement
Josephine Decker a travaillé au Vermont College of Fine Arts (en) et au California Institute of the Arts. Elle a enseigné à l'université de Princeton.

### Vie privée
Decker vit à Los Angeles avec son compagnon et sa fille, née fin 2019.
Elle milite en faveur d'actions climatiques.

## Style
« [Dans le monde du cinéma], il existe une médaille spéciale réservée aux inventeurs purs et durs, ceux qui créent la vie au lieu de se contenter de la documenter, ceux qui n'héritent pas d'un style mais s'en créent un, ceux qui n'observent pas le monde mais suscitent de nouvelles manières d'être, chez qui chaque image semble être un élargissement des possibilités cinématographiques. Dans cette catégorie, on trouve trois réalisateurs américains contemporains, de trois générations différentes : Terrence Malick chez les vétérans grisonnants, Wes Anderson chez ceux dans la fleur de l'âge et Josephine Decker dans la nouvelle génération »

— Richard Brody, The New Yorker, 2014.
On classe parfois à tort les films de Josephine Decker dans la catégorie du cinéma expérimental, mais ses films racontent des histoires claires et cohérentes, même s'ils sont par moments non-narratifs et que son style est inhabituel. Elle se sert de sa caméra pour écrire l'histoire : l'image bouge sans cesse, créant un temps fluide, évoquant « le courant océanique de la passion sur la surface duquel se déroule l'action ». Elle réinterroge tous les éléments du cinéma, chacun pouvait être présenté de manière nouvelle et surprenante : la composition, les dialogues, la lumière, les détails, la musique, le montage, le rythme, le jeu d'acteur, la netteté, qu'elle redéfinir dans ses films avec Ashley Connor, son directeur de la photographie jusqu'à Madeline's Madeline.
Elle travaille souvent sur le lien entre art et santé mentale, ainsi que la relation entre l'artiste et sa muse. Elle s'intéresse également à la représentation de la sexualité féminine dans sa diversité.
Elle se dit influencée par le réalisme magique latino-américain, qu'elle a découvert lors de ses études à Princeton.

## Récompenses
Josephine Decker a reçu plusieurs récompenses :
- 2014 : prix Craig Brewer du réalisateur émergent pour Thou Wast Mild and Lovely (en) au Memphis Indie Film Festival
- 2014 : prix Independent Visions et prix Tangerine Entertainment Juice pour Thou Wast Mild and Lovely au Festival du film de Sarasota
- 2017 : Television Prize pour Flames à l'Avanca Film Festival
- 2017 : meilleur documentaire pour Flames au New Hampshire Film Festival
- 2018 : mention spéciale du jury étudiant pour Madeline's Madeline au Champs-Élysées Film Festival
- 2018 : prix spécial du jury pour Madeline's Madeline au Dallas International Film Festival
- 2020 : prix special du jury pour Shirley au Festival du film de Sundance 2020

## Filmographie

### Comme réalisatrice

#### Longs-métrages
- 2013 : Butter on the Latch (en)
- 2014 : Thou Wast Mild and Lovely (en)
- 2016 : Collective: Unconscious (segment First Day Out)
- 2017 : Mosaic
- 2018 : Madeline's Madeline
- 2020 : Shirley
- 2022 : The Sky Is Everywhere

#### Courts-métrages
- 2005 : Naked Princeton
- 2009 : Where Are You Going, Elena?
- 2010 : Squeezebox (court-métrage documentaire)
- 2012 : Me the Terrible
- 2018 : The Mask Task
- 2018 : The Man and the Baby and the Man, épisode 7 saison 2 de Room 104, tourné avec un iPhone, également actrice

#### Documentaires
- 2008 : Bi the Way (en), coréalisé avec Brittany Blockman
- 2017 : Flames, coréalisé avec Zefrey Throwell

### Comme scénariste
- 2009 : Where Are You Going, Elena? (court métrage)
- 2011 : Histoire de l'art
- 2012 : Me the Terrible (court métrage)
- 2013 : Butter on the Latch (en)
- 2014 : Thou Wast Mild and Lovely (en)
- 2016 : Collective: Unconscious
- 2017 : Flames
- 2017 : Mosaic
- 2018 : Madeline's Madeline

### Comme actrice
- 2011 : Uncle Kent (en) : Josephine
- 2011 : Autoerotic
- 2011 : Histoire de l'art : Juliette
- 2012 : Richard's Wedding (en) : Phoebe
- 2012 : Saturday Morning Mystery (en) : Gwen
- 2013 : Loves Her Gun : Charlotte
- 2013 : Black Box (en) : Holly
- 2014 : Young Bodies Heal Quickly : la Vietcong
- 2015 : Funny Bunny
- 2015 : Rosehill : Alice
- 2015 : Abby Singer/Songwriter : Hirer
- 2015 : Sisters of the Plague : Jo
- 2016 : Hank Patterson and the Mystery of the CuttyRainBrownTrout : Josephine
- 2017 : Tormenting the Hen : Sarah
- 2019 : Once Upon a River : Joanna Murray

#### Courts-métrages
- 2014 : Just the Three of Us : Leah
- 2017 : Aquaculture : Charlotte

### Comme monteuse
- 2005 : Naked Princeton (court métrage)
- 2008 : Bi the Way (en) (documentaire coréalisé avec Brittany Blockman)
- 2009 : Where Are You Going, Elena? (court métrage)
- 2010 : Squeezebox (court-métrage documentaire)
- 2012 : Me the Terrible (court métrage)
- 2013 : Butter on the Latch (en)
- 2014 : Thou Wast Mild and Lovely (en)
- 2014 : Filigrane (court métrage)
- 2016 : Collective: Unconscious
- 2018 : Madeline's Madeline

### Comme productrice
- 2005 : Naked Princeton (court métrage)
- 2013 : Butter on the Latch (en)
- 2017 : The Wreck Itself (court métrage)